# Мандок
Мандок (венг. Mándok) — город в медье Сабольч-Сатмар-Берег, Венгрия.
Город занимает площадь 28,91 км². Население — 4301 житель (2010 г.). По данным 2001 года, среди жителей города 96 % — венгры, 4 % — цыгане.
Город Мандок расположен в 53 км к северо-западу от Ньиредьхазы. В городе находится одноимённая железнодорожная станция. Рядом протекает река Тиса.

## Достопримечательности
- Замок Форгач, относится к стилю позднее барокко;
- Католическая церковь, построенная в 1821 году;
- Протестантская церковь, построенная в 1828 году.

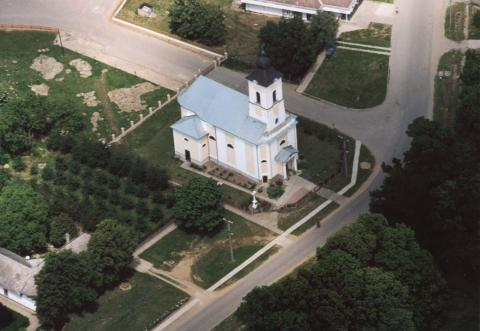

## Население
| Год  | Численность | Численность |
| ---- | ----------- | ----------- |
| 2013 | 4247        | [ 4 ]       |
| 2014 | 4188        | [ 5 ]       |
| 2015 | 4143        | [ 6 ]       |
| 2021 | 3888        | [ 7 ]       |
| 2022 | 3816        | [ 8 ]       |
| 2023 | 3800        | [ 9 ]       |
| 2024 | 3721        | [ 1 ]       |